# Selenocosmia honesta
Selenocosmia honesta é uma espécie de aranha pertencente à família Theraphosidae (tarântulas).